# Titulcia eximia
Titulcia eximia là một loài bướm đêm thuộc họ Nolidae. Nó được tìm thấy ở Borneo, Myanmar (quần đảo Mergui), bán đảo Mã Lai và Sumatra.

## Hình ảnh

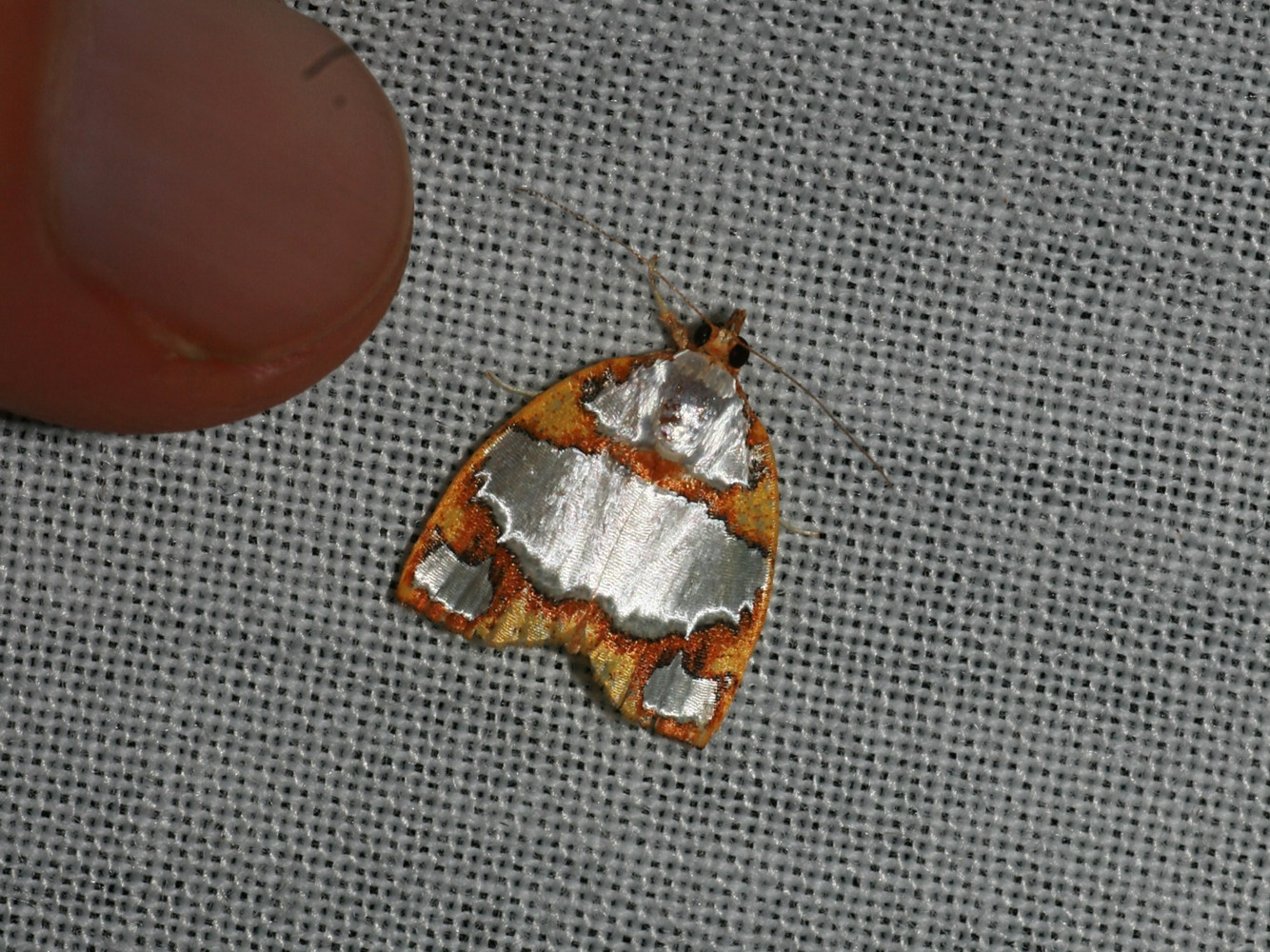